# Röckingen

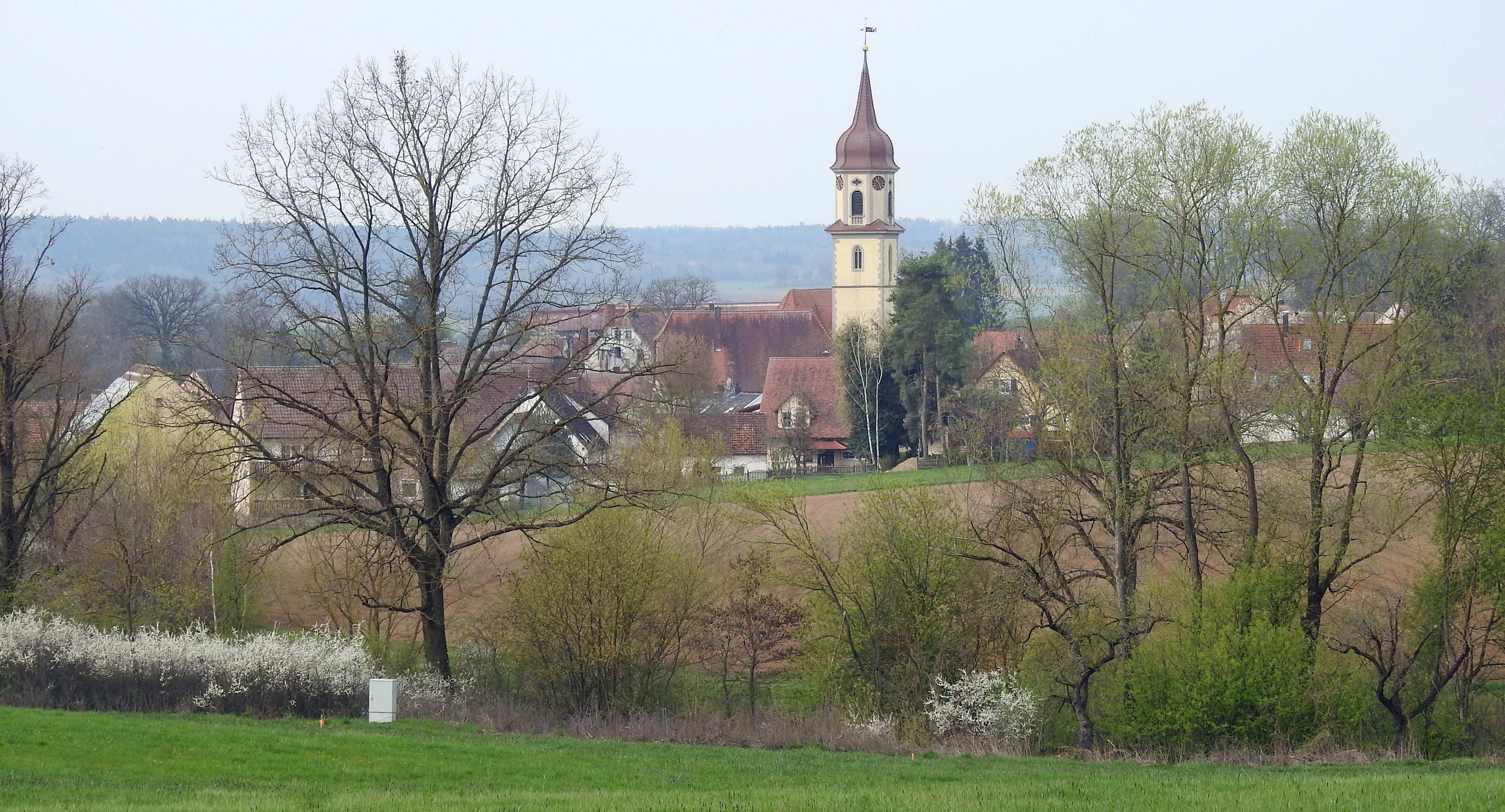
Röckingen von Nordosten

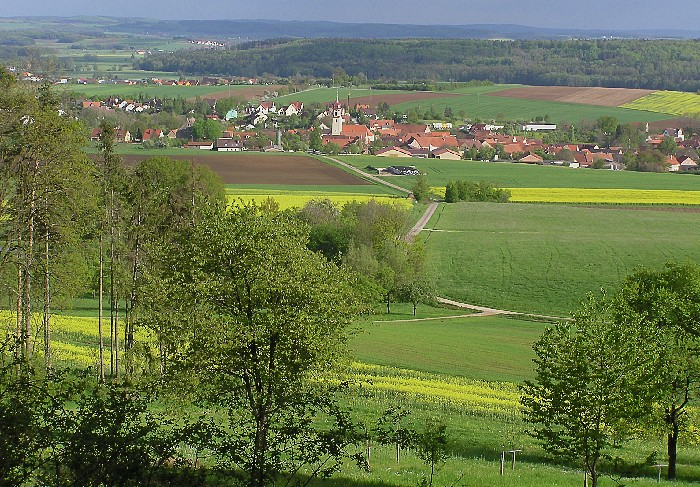
Blick vom Druidental auf Röckingen

Röckingen (fränkisch: Rägging) ist eine Gemeinde im Landkreis Ansbach in Mittelfranken und zählt zur Metropolregion Nürnberg.

## Geografie
Röckingen liegt am Fuße des Hesselbergs.

### Nachbargemeinden
Nachbargemeinden sind (von Norden beginnend im Uhrzeigersinn): Ehingen, Wassertrüdingen und Gerolfingen.

### Gemeindegliederung
Die Gemeinde hat vier Gemeindeteile (in Klammern ist der Siedlungstyp angegeben):
- Gugelmühle (Einöde)
- Opfenried (Dorf)
- Röckingen (Pfarrdorf)
- Schmalzmühle (Einöde)

Daneben gibt es noch die Einöde Röthhof, die kein amtlich benannter Gemeindeteil ist. Der Hardhof ist im 19. Jahrhundert zur Wüstung geworden.
Es gibt auf dem Gemeindegebiet nur die Gemarkung Röckingen. Sie hat eine Fläche von 10,904 km² und ist in 1115 Flurstücke aufgeteilt, die eine durchschnittliche Fläche von 9779,15 m² haben.

## Geschichte

### Ortsname
Der Ort wurde 1053 als „Rochingen“ erstmals urkundlich genannt. Dem Ortsnamen liegt der Personenname Rocco zugrunde, der durch das Zugehörigkeitssuffix -ingen abgeleitet wurde. Der Ortsname bedeutet also Bei den Leuten des Rocco. Spätestens seit dem frühen 17. Jahrhundert sah man im Ortsnamen einen Bezug zum Roggenanbau (s. den Abschnitt Wappen).

### Schloss Röckingen
Das Schloss Röckingen der Herren von Schenkenstein ist ein alter Ministerialensitz, bestehend aus einem stattlich proportionierten Hauptbau, ein Bruchsteinbau mit Eckquaderung, im Kern mittelalterliche Turmhügelburg, um 1550 wurde die alte Turmhügelburg mit dem neuen Schloss überbaut und auf den heutigen Umfang erweitert. Erhalten ist noch heute ein Staffelgiebel aus der Renaissancezeit (um 1550). Über dem Torbogen ist das Wappen der Schenken von Schenkenstein eingelassen. Heute ist das Schloss zum Teil Mietsparteienhaus und liegt innerhalb der weitgehend aufgefüllten Wallgrabenanlage.
Hans von Seckendorff trug im Jahre 1468 dem Markgrafen Albrecht von Ansbach seinen Teil von Röckingen zu Lehen auf und veräußerte ihn als markgräfliches Lehen an Hans von Schenkenstein. Der letzte Vertreter dieses Geschlechts baute zusammen mit seinem Stiefbruder Georg von Gundelsheim das jetzt noch stehende Schloss. Der letzte Schenkenstein ermordete im Jahre 1572 in seinem Schloss seine Gemahlin Cäcilie von Rechenberg.
Zur Strafe wurden ihm seine Lehensgüter vom Markgrafen Georg Friedrich entzogen und er wurde zu lebenslanger Kerkerhaft verurteilt. Die Güter fielen an Georg Wilhelm von Gundelsheim zurück. Dieser verkaufte sie im Jahre 1584 den Ansbacher Markgrafen, die sich regelmäßig in Röckingen aufhielten. In dieser Zeit wurde in der Röckinger Laurentiuskirche der Fürstenstand errichtet. 1793 kam das Schloss in private Hände. Später ging es in den Besitz des Brauereieigentümers Gutmann über. Nach dem Ersten Weltkrieg wurden die Räume als Büro für das Kalkwerk benutzt. Es wechselten anschließend mehrmals die Besitzer.

### Neuzeit
Am Wiederaufstieg des Ortes nach den schrecklichen Verwüstungen des Dreißigjährigen Krieges waren nicht zuletzt die zahlreichen Glaubensflüchtlinge aus Österreich beteiligt, die dort der Gegenreformation hatten weichen müssen.
Röckingen lag im Fraischbezirk des ansbachischen Oberamtes Wassertrüdingen. Die Dorf- und Gemeindeherrschaft hatte das ansbachische Verwalteramt Röckingen inne. Gegen Ende des 18. Jahrhunderts gab es in Röckingen 103 Anwesen. Grundherren waren
- ansbachische Ämter (94 Anwesen; Verwalteramt Heidenheim: 2 halbe Meierhöfe, 4 Halbhöfe, 4 Sölden, 2 Halbsölden, 2 Halbhäuser; Verwalteramt Röckingen: 1 Erbschenkstatt, 1 Halbhof, 2 Viertelhöfe, 10 Güter, 2 Halbgüter, 12 Gütlein, 1 Gütlein mit Schmiede, 9 Halbgütlein, 12 Häuser, 1 Haus mit Backrecht, 5 Häuslein, 1 Korb, 6 Halbhäuser; Kastenamt Wassertrüdingen: 3 Güter, 4 Gütlein, 6 Häuser, 4 Häuslein)
- das Fürstentum Oettingen-Spielberg (6 Anwesen; Amt Sammenheim: 3 Söldengüter, 1 Söldengütlein, 2 Häuser)
- der Hochstift Eichstätt (Vogtamt Cronheim: 2 Häuser)
- Freieigen (1 Gut).

Außerdem gab es ein Schloss, eine Amtsknechtwohnung, eine Kirche, ein Pfarrhaus, ein Kaplaneihaus und ein Gemeindehirtenhaus. Von 1797 bis 1808 unterstand der Ort dem Justiz- und Kammeramt Wassertrüdingen.
1806 kam Röckingen an das Königreich Bayern. Mit dem Gemeindeedikt wurde 1809 der Steuerdistrikt Röckingen gebildet, zu dem Berghaus, Gerolfingen, Gugelmühle, Hardhof, Opfenried und Schmalzmühle gehörten. Zugleich entstanden zwei Ruralgemeinden:
- Gerolfingen mit Berghaus
- Röckingen mit Gugelmühle, Hardhof, Opfenried und Schmalzmühle.[12][13]

Die Gemeinde Röckingen war in Verwaltung und Gerichtsbarkeit dem Landgericht Wassertrüdingen zugeordnet und in der Finanzverwaltung dem Rentamt Wassertrüdingen (1919 in Finanzamt Wassertrüdingen umbenannt, 1932–1973 Finanzamt Gunzenhausen, seit 1973 Finanzamt Ansbach). Die Verwaltung übernahm 1862 das neu geschaffene Bezirksamt Dinkelsbühl (1939 in Landkreis Dinkelsbühl umbenannt). Die Gerichtsbarkeit blieb beim Landgericht Wassertrüdingen (1879 in das Amtsgericht Wassertrüdingen umgewandelt), von 1956 bis 1970 war das Amtsgericht Gunzenhausen zuständig und von 1970 bis 1973 das Amtsgericht Dinkelsbühl, das seit 1973 eine Zweigstelle des Amtsgerichtes Ansbach ist. Mit der Auflösung des Landkreises Dinkelsbühl im Jahr 1972 kam Röckingen an den Landkreis Ansbach.

## Einwohnerentwicklung
Im Zeitraum 1988 bis 2018 stieg die Einwohnerzahl von 714 auf 726 um 12 Einwohner bzw. um 1,7 %.
Gemeinde Röckingen
| Jahr      | 1818   | 1840   | 1852   | 1861   | 1867   | 1871   | 1875   | 1880   | 1885   | 1890   | 1895   | 1900   | 1905   | 1910   | 1919   | 1925   | 1933   | 1939   | 1946   | 1950   | 1961   | 1970   | 1987   | 2005   | 2011   | 2016   |
| Einwohner | 773    | 810    | 800    | 774    | 727    | 731    | 728    | 757    | 741    | 737    | 727    | 688    | 670    | 687    | 718    | 698    | 669    | 647    | 938    | 905    | 713    | 705    | 705    | 763    | 735    | 742    |
| Häuser    | 138    | 148    |        |        |        | 156    |        |        | 154    | 154    |        | 157    |        |        |        | 147    |        |        |        | 156    | 155    |        | 197    |        | 231    | 246    |
| Quelle    | [ 15 ] | [ 16 ] | [ 17 ] | [ 18 ] | [ 19 ] | [ 20 ] | [ 21 ] | [ 22 ] | [ 23 ] | [ 24 ] | [ 17 ] | [ 25 ] | [ 17 ] | [ 26 ] | [ 17 ] | [ 27 ] | [ 17 ] | [ 17 ] | [ 17 ] | [ 28 ] | [ 29 ] | [ 30 ] | [ 31 ] | [ 32 ] | [ 32 ] | [ 32 ] |

Ort Röckingen
| Jahr      | 001818 | 001840 | 001861 | 001871 | 001885 | 001900 | 001925 | 001950 | 001961 | 001970 | 001987 | 002006 | 002016 |
| Einwohner | 643    | 650    | 613    | 586    | 597    | 545    | 551    | 723    | 580    | 593    | 542    | *618   | *604   |
| Häuser    | 108    | 118    |        |        | 124    | 126    | 120    | 126    | 125    |        | 153    |        |        |
| Quelle    | [ 15 ] | [ 16 ] | [ 18 ] | [ 20 ] | [ 23 ] | [ 25 ] | [ 27 ] | [ 28 ] | [ 29 ] | [ 30 ] | [ 31 ] | [ 33 ] | [ 33 ] |

## Religion

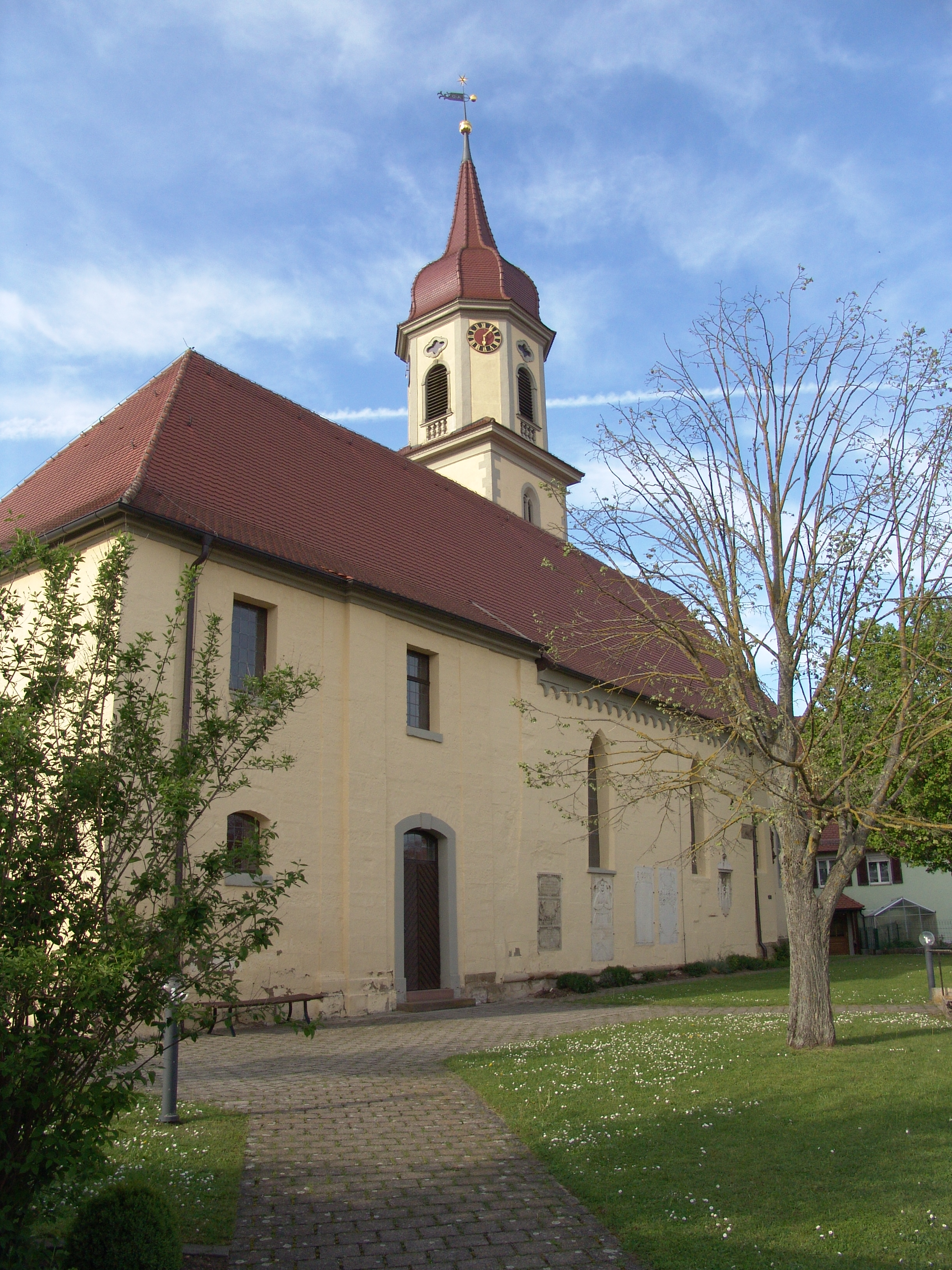
Evangelische St.-Laurentius-Kirche

Ein Anteil von 80 % der Einwohner ist evangelisch, 14 % katholisch. Die Kirchengemeinde Röckingen mit ihrer St.-Laurentius-Kirche gehört zum Evangelisch-Lutherischen Dekanat Wassertrüdingen. Die Katholiken des Ortes sind der Pfarrei Heilig Geist in Wassertrüdingen zugeordnet, die zum Dekanat Herrieden im Bistum Eichstätt gehört.

## Politik

### Gemeinderat
Nach der letzten Kommunalwahl am 16. März 2014 hat der Gemeinderat acht Mitglieder, sechs Mitglieder gehören zur Wählergruppe Freie Wähler, zwei Mitglieder gehören zur Wählergruppe Offene Liste. Die Wahlbeteiligung lag bei 74,9 %. Weiteres Mitglied und Vorsitzender des Gemeinderates ist der Bürgermeister.

### Bürgermeister
Martin Schachner (Freie Wähler) wurde im März 2014 mit 91,74 Prozent der Stimmen zum Ersten Bürgermeister gewählt und trat das Amt am 1. Mai 2014 an. Bei der Wahl im März 2020 wurde Schachner im Amt bestätigt. Vorgängerin war Waltraud Hüttner (Freie Wähler). Bis März 2002 war Erich Kunder (CSU) Bürgermeister. Bundesweites Echo löste sein Verschwinden kurz nach seiner Wiederwahl aus, dieses stellte sich später als Ermordung heraus.

### Wappen und Flagge
Wappen
| Wappen von Röckingen | Blasonierung: „Über grünem Dreiberg gespalten von Silber und Schwarz, belegt von einer auf dem Dreiberg stehenden goldenen Roggengarbe. Hinter dem Schild ein goldgelockter Engel mit goldenen Flügeln, der den Schild an beiden Ecken mit den Händen hält und mit einem grünen Gewand mit weißen Ärmeln und einer über den Leib kreuzweise gebundenen weißen Binde bekleidet ist.“ |
| Wappen von Röckingen | Wappenbegründung: Die Roggen stehen redend für den Ortsnamen. Die Farben Silber und Schwarz weisen auf die Herrschaft der Markgrafen von Brandenburg hin. Welche Bedeutung der Engel hat, ist bislang ungeklärt. Die Gemeinde Röckingen führt seit 1618 ein Wappen. |

Flagge
Die Gemeindeflagge ist grün-gelb.

## Kultur und Sehenswürdigkeiten

### Baudenkmäler

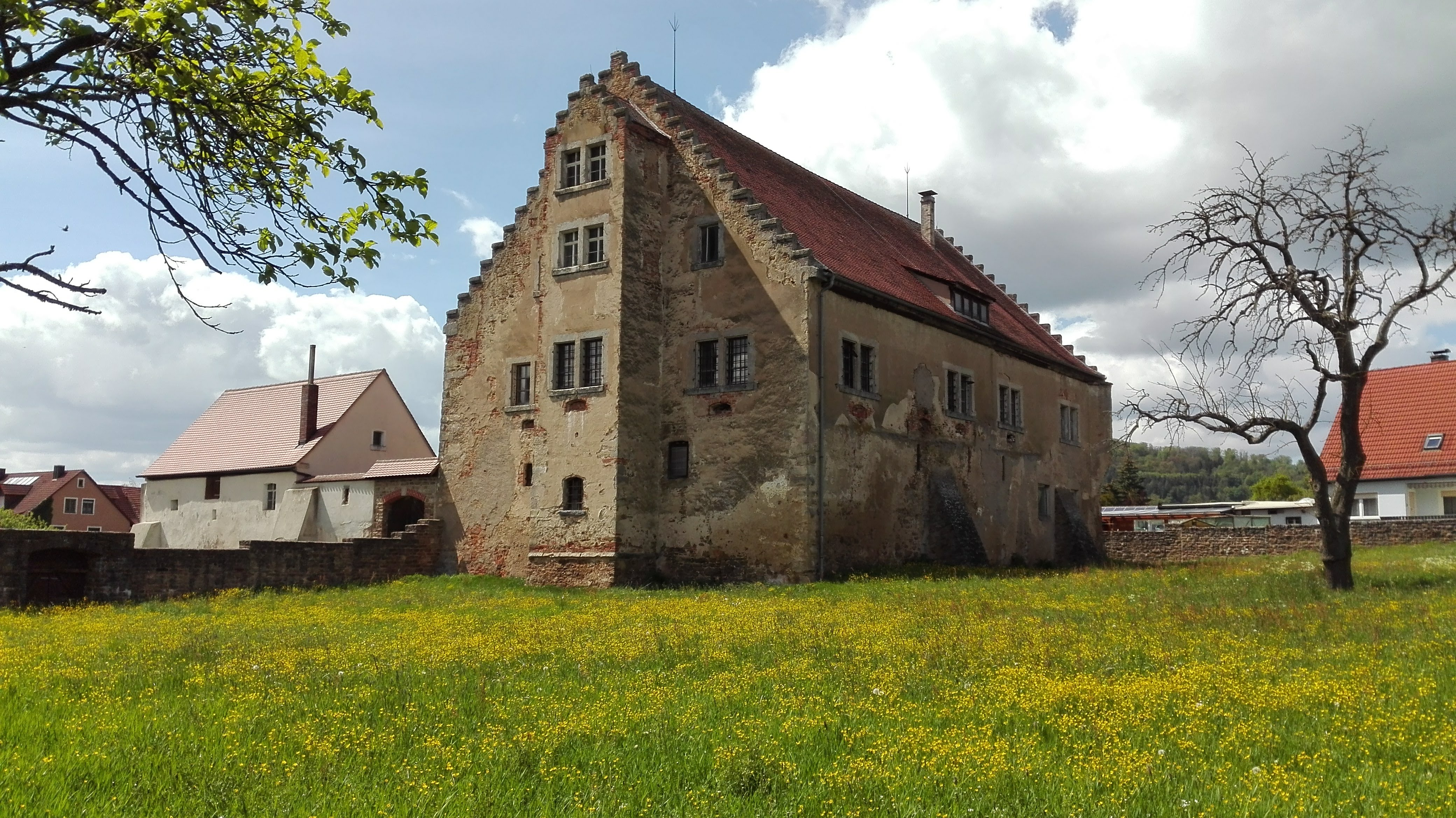
Schloss Röckingen

- Evangelisch-lutherische Pfarrkirche Sankt Laurentius
- Ehemaliges Schloss

## Wirtschaft und Infrastruktur
Röckingen ist Mitglied im Tourismusverband Romantisches Franken und beteiligt sich an der Aktion Fränkische Moststraße.

## Verkehr
Die Kreisstraße AN 47 verläuft nach Lentersheim zur Staatsstraße 2248 (3 km nordöstlich) bzw. die Staatsstraße 2218 kreuzend nach Fürnheim (4,5 km südwestlich). Eine Gemeindeverbindungsstraße verläuft nach Opfenried (1,3 km südöstlich), eine weitere verläuft zur St 2218 bei Gerolfingen (2,8 km westlich).

## Söhne und Töchter der Gemeinde
- Marie Kalteissen (geb. 4. Mai 1885 in Röckingen), Diakonisse und diakonische Unternehmerin